# Пјеве ди Ледро
Пјеве ди Ледро (итал. Pieve di Ledro) је насеље у Италији у округу Тренто, региону Трентино-Јужни Тирол.
Према процени из 2011. у насељу је живело 361 становника. Насеље се налази на надморској висини од 660 м.

## Становништво
| 1931. | 1936. | 1951. | 1961. | 1971. | 1981. | 1991. | 2001. |
| ----- | ----- | ----- | ----- | ----- | ----- | ----- | ----- |
| 386   | 365   | 374   | 383   | 416   | 429   | 519   | 585   |